# 桑野克己
桑野 克己（くわの かつき）は日本の実業家である。 モーメンタム・テクノロジーズ株式会社の代表取締役社長を務めている。

## 来歴・人物
- 1986年～94年 - 大手広告代理店にて東京、ニューヨークで勤務
- 1996年～98年 - 日本シリコングラフィックス株式会社 東アジア戦略マネジャー
- 1998年～00年 - リアルネットワークス株式会社 コンシューマー＆Eコマース部 部長
- 2000年～01年 - リッスンジャパン株式会社 CEO/代表取締役社長
- 2001年～04年 - AOLジャパン株式会社 AOLサービス本部 本部長
- 2004年～09年 - マッチ・ドットコム ジャパン株式会社 代表取締役社長 兼 米国本社副社長
- 2008年〜10年 - ギルト･グループ株式会社 代表取締役社長 兼 米国本社副社長
- 2011年〜21年 - ルビー・グループ株式会社 代表取締役CEO
- 2008年〜  - モーメンタム・テクノロジーズ株式会社 代表取締役CEO

学歴
- 1986年 - 慶應義塾大学 経済学部 卒業
- 1996年 - コーネル大学 経営大学院（MBA） 卒業